# Cleora subbarbara
Cleora subbarbara är en fjärilsart som beskrevs av Louis Beethoven Prout 1929. Cleora subbarbara ingår i släktet Cleora och familjen mätare. Inga underarter finns listade i Catalogue of Life.